# جوزيف رايت من دربي
جوزيف رايت من دربي (بالإنجليزية: Joseph Wright)‏ الحاصل على زمالة الجمعية الملكية (من مواليد 3 سبتمبر/ أيلول من عام 1734 وتوفي في 29 أغسطس/ آب من عام 1797) الملقب بـ «جوزيف رايت من دربي»، كان رسام مناظر طبيعية وبورتريهات. نال رايت استحسانًا باعتباره «أول رسام محترف يعبر عن روح الثورة الصناعية».
يشتهر رايت باستخدامه لتأثير الجلاء والقتمة، الذي يشير إلى التناقض بين الضوء والظلام، وباستخدامه للشمع لإضاءة الموجودات في لوحاته. تُعد لوحاته المتعلقة بولادة العلوم من الخيمياء –المستنبطة في غالب الأحيان من لقاءاته مع المجتمع القمري في برمنغهام، وهي مجموعة من العلماء والصناعيين الذين يقطنون المناطق الوسطى من إنكلترا– رصيدًا هامًا في سجل صراع العلم ضد القيم الدينية التي كانت سائدة في الفترة المعروفة باسم «عصر التنوير».
يمتلك مجلس مدينة دربي العديد من لوحات ورسومات جوزيف رايت، المعروضة في يومنا هذا في متحف ومعرض فنون دربي.

## حياته
وُلد جوزيف رايت في حي أيرونجيت بمدينة دربي في إنكلترا لعائلة من المحامين، وكان الثالث بين خمسة أطفال لهانا بروكس (1700-1764) وجون رايت (1679 – 1767) المحامي وأمين مجلس مدينة دربي. كان لجوزيف شقيقين اثنين يكبرانه بالعمر، وهما جون وريتشارد رايت.
توجه رايت –بعد أن اتخذ قرارًا بأن يصبح رسامًا– إلى لندن في عام 1751 ودرس فيها لمدة عامين تحت إشراف توماس هدسون، وتحت إشراف الأستاذ جوشوا رينولدز أيضًا. بعد فترة قضاها في رسم البورتريهات في دربي، عمل رايت مساعدًا لهدسون لمدة خمسة عشر شهرًا. عاد رايت في عام 1753 إلى دربي واستقر فيها، ونوع فيها من عمله في البورتريه من خلال إنتاج لوحات يظهر فيها تأثير الجلاء والقتمة جليًا باستخدام أضواء صناعية، وهي اللوحات التي يرتبط بها اسمه بشكلٍ أساسي، بالإضافة إلى رسم المناظر الطبيعية. أمضى رايت أيضًا فترة في حياته في ليفربول بين عامي 1768 و1771، وعمل فيها برسم اللوحات التي شملت صورًا لعدد من الشخصيات البارزة في البلاد مع عائلاتهم.
تزوج رايت من آن سويفت (المعروفة أيضًا باسم هانا سويفت)، ابنة أحد عمال المناجم، في 28 يوليو/ تموز من عام 1773.
أنجب رايت مع زوجته ستة أطفالٍ، توفي ثلاثة منهم في سن الرضاعة. انطلق رايت في عام 1773 مع جون دومان، وزوجته آن التي كانت حاملًا حينها، وريتشارد هيرليستون إلى إيطاليا. لجأتأت  سفينتهم لمدة ثلاثة أسابيع إلى مدينة نيس قبل أن يكملوا رحلتهم إلى مدينة ليفورنو في إيطاليا التي وصلوا إليها في شهر فبراير/ شباط من عام 1774، عاد داونمان إلى بريطانيا في عام 1775. على الرغم من قضائه لوقت طويل في مدينة نابولي، لم يشهد رايت أبدًا أي ثورانٍ لبركان جبل فيزوف، لكن من المتوقع أنه قد شهد ثوران أصغر وأقل إبهارًا للبركان، من الممكن أن يكون قد ألهم العديد من لوحاته اللاحقة التي تتحدث عن ثورانه. استقر رايت عند عودته من إيطاليا في مدينة باث وعمل فيها كرسام بورتريه، عاد إلى دربي في عام 1977 بعد شعوره بأن التشجيع الذي تلقاه في باث كان خافتًا. عانى رايت من الربو بشكلٍ متزايد في منزله، وزاد ذلك من توتره حيال مكان سكنه، وتلقى العلاج من التوتر والربو على يد صديقه إراسموس داروين. توفيت زوجة رايت في 17 أغسطس/ آب من عام 1790. وتوفي رايت في 29 أغسطس/ آب من عام 1797 في منزله الجديد ذو الرقم 28 في شارع كوين في مدينة ديربي، حيث أمضى أشهره الأخيرة مع ابنتيه.
شارك رايت بشكلٍ متكرر في معارض جمعية الفنانين، وفي معارض الأكاديمية الملكية التي انتُخب فيها كزميل في عام 1781، وحصل على لقب عضو كامل العضوية في عام 1784، لكنه رفض اللقب الأخير وقطع اتصاله الرسمي مع الأكاديمية لسبب عرضي، على الرغم من استمراره في المشاركة في معارضها بين عامي 1783 و1794.
اعترف جوزيف رايت من ديربي أنه تأثر بأكساندر كوزينز، واقتنى لوحاته، وقام بتطبيق أفكاره واعتمدها كمصدر إلهامٍ لإنتاجاته، أوصى رايت أيضًا بتقنية كوزينز في خلق معنىً للوحات من خلال اللطخات.

## أعماله
تُعتبر لوحات رايت التي تعتمد على ضوء الشموع أفضل لوحاته، ومن أشهرها، لوحة «ثلاثة أشخاص يتفحصون المصارع على ضوء الشمعة» (عام 1765)، ولوحة «محاضرة الفيلسوف حول مجسم الكواكب» (عام 1766) المعروضة في متحف ومعرض ديربي، ولوحة «اختبار على طائر في مضخة هواء» (عام 1786) المعروضة في المعرض الوطني في لندن. تعتبر لوحته التي تحمل اسم «الرجل العجوز والموت» (عام 1774) أيضًا إحدى لوحاته البارزة والفذة.
رسم جوزيف رايت من دربي أيضًا لوحة «دوفيدال في ضوء القمر»، التي صور فيها المناظر الطبيعية الريفية في وادٍ ضيق يحمل اسم «وادي دوفيدال» -الذي يقع على بعد 14 ميلاً (22.5 كم) عن مدينة دربي مسقط رأس رايت- ليلًا مع اكتمال القمر، والمعلقة في متحف آلن للفن التذكاري في كلية أوبرلين، تجسد اللوحة المرافقة لها والتي تحمل اسم »دوفيدال في ضوء الشمس «(في عام 1784- 1785 تقريبًا) ألوان النهار في نفس الوادي. تعتبر لوحة رايت المُسماة «مشاهد طبيعية في ضوء القمر» والمعلقة في متحف جون آند مابل رينغلينغ للفنون درامية بنفس القدر، إذ صور فيها رايت القمر محجوبًا وراء جسر مقوس فوق الماء، ولكنه يضيء المشهد، مما يظهر الماء متلألئًا عاكسًا للمناظر الطبيعية الداكنة. تعتبر لوحة شلال ريدال التي أتمها رايت في عام 1795 لوحة أخرى بارزة أنجزها في فترة زيارته لمنطقة ليك ديستريكت الجبلية الواقعة شمال غربي إنلكترا.

## روابط خارجية
- جوزيف رايت من دربي على موقع الموسوعة البريطانية (الإنجليزية)
- جوزيف رايت من دربي على موقع ميوزك برينز (الإنجليزية)